# Videojuego multijugador masivo en línea

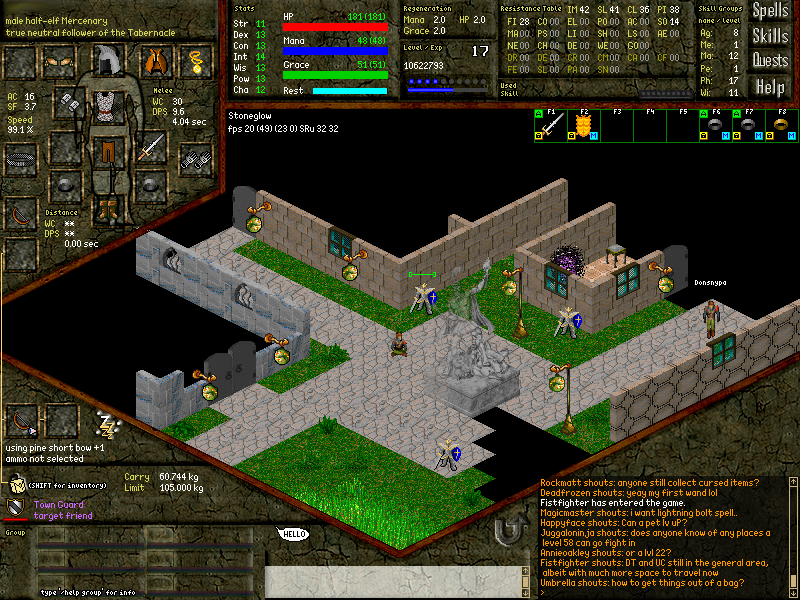
Múltiples personas chatean y juegan en línea en el MMORPG Daimonin.

Un videojuego multijugador masivo en línea, MMO o MMOG (siglas en inglés de massively multiplayer online game) es un videojuego en donde pueden participar, e interactuar en un mundo virtual, un gran número de jugadores del orden de cientos o miles simultáneamente (multijugador) conectados a través de la red (en línea), normalmente Internet dado el grado de concurrencia que pueden llegar a alcanzar y las características técnicas de los servidores que han de gestionar ese volumen de conexiones.

## Contexto
La evolución de Internet y de la informática en general, favoreció la creación de juegos para PC, principalmente, que aprovecharon desde un principio las posibilidades que ofrecía la red en contraste con el desarrollo de juegos para consola. Un panorama que a lo largo del tiempo ha ido cambiando hasta ofrecer actualmente las mismas posibilidades en este último sector.
Los MMOG pueden incentivar a los jugadores a cooperar o competir entre ellos a gran escala, y en la mayoría de los casos permiten interactuar con otras personas alrededor del mundo. Los MMOG incluyen una gran variedad de tipos de juegos que representan diversos géneros. Muchos de ellos requieren que los jugadores inviertan grandes cantidades de tiempo, por lo que son considerados videojuegos con proyección a futuro de mediano-largo plazo.

## Suscripciones económicas
La mayoría de ellos, juegos realmente masivos -más de 100 jugadores-, utilizan algún tipo de suscripción económica, normalmente una cuota mensual, que generalmente tiene el objetivo de mejorar o mantener el proyecto dadas sus características: servidores, comunidades, servicios y tecnología usada; explotando el carácter comunitario y social de los jugadores involucrados en este tipo de videojuegos. No obstante, existen muchos otros en donde se puede jugar de forma gratuita mediante el modelo Free to play (F2P).

## Micro-pagos y economías virtuales/reales
Los juegos que aplican el modelo Free to play (este modelo de permitir jugar gratis), suelen utilizar un sistema de micro-pagos, que le da al jugador beneficios de mayor comodidad o personalizaciones estéticas aunque en algunos casos le da ventajas competitivas substanciales a los jugadores que aportan dinero ya sea pagando por ítems o algún bonus, a los juegos que añaden ventajas competitivas que rompen el balance en comparación con jugadores que no pagan, se les suele llamar Pay To Win (P2W), los videojuegos que adoptan este modelo de "ventajas competitivas" en exceso a cambio de dinero, suelen ser muy mal vistos). Algunos de los juegos MMO suelen tener monedas virtuales, llamadas de diferentes maneras (ejemplo monedas de oro, monedas de plata, créditos u otros nombres) y para obtener dichas monedas en muchos casos se pueden "comprar" por dinero real a la compañía del videojuego en cuestión. en otros coexisten 2 tipos de monedas en un mismo MMO, siendo una moneda "premium/vip"(generalmente por dinero) y otra accesible como logros o promociones en el juego. dichas monedas. En muy pocos casos (casi ninguno) dichas monedas se pueden cambiar nuevamente a dinero real o incluso a puntos intercambiables para comprar otros videojuegos en tiendas en línea. Casi todas las ventas de ítems o monedas virtuales de juegos, por dinero real están penalizadas por bloqueo permanente/baneo de la cuenta del jugador, y en la legislación de algunos países (y en los términos y condiciones del servicio) las compañías de videojuegos suelen aducir que los bienes virtuales le pertenecen a la empresa y que al jugador simplemente se le permite utilizarlos. hay gente que se dedica a juntar ítems virtuales dentro de los juegos para luego venderlas por dinero real , a este tipo de personas se les llama Granjero (gold farmer) el caso más notorio de esta actividad en videojuegos se ha dado en el World Of Warcraft (WoW), a causa de esto varios países se han visto en necesidad de aclarar o crear regulaciones al respecto:
- Australia[3]
- China[4]
- Japón[5]
- Corea del Sur Una corte afirmó que el dinero del juego era dinero real por lo que su cambio entre dinero virtual del juego y real estaría permitido[6] pero ahí mismo en corea del sur, fue donde se ha ido restringiendo el tema, incluso con multas de 45.000 dólares y hasta con penas de 5 años de prisión a quienes comercien con ítems virtuales.[7]
- EE. UU. de América Un comité del congreso nacional investigó sobre la posible aplicación de impuestos a las "propiedades virtuales" y derivados en 2006[8] incluso el IRS (agencia recaudadora de impuestos en EE. UU.) elevó un reporte al congreso en el 2008 diciendo que aumentaban sus preocupaciones en cuanto a que los mundos virtuales son una fuente creciente de incompatibilidad sobre impuestos (ya sea eludiendo legal o ilegalmente el pago de los impuestos).

### Acciones judiciales por parte de compañías
- Zynga, creadores de FarmVille iniciaron acciones legales para detener ventas en línea de la moneda virtual de su juego. No se llegó a juicio.[9]
- Jagex, creadores de RuneScape iniciarion acciones legales en contra de numerosos granjeros y programadores de Bots.[10]
- Blizzard Entertainment, creadores de World of Warcraft ganaron un juicio contra "In Game Dollar", en 2008, que comerciaba bajo el nombre/apodo de Peons4Hire (peones en alquiler/a sueldo) logrando una medida cautelar que paralizó todos las operaciones comerciales en el juego.[11]

## Tipos de MMOG
Hay muchos tipos de videojuego multijugador masivos en línea. Se clasifican de acuerdo al género que representan.

## Proceso de producción y comercialización
Dentro de lo que podría denominarse una estructura estándar del proceso de producción y comercialización de un MMOG, destacan varias fases de desarrollo: desde la etapa de preproducción y producción, hasta las sucesivas fases de pruebas previas, lanzamiento y mantenimiento. En cualquier caso, el origen se remonta siempre a la idea, que puede provenir del estudio de desarrollo o de la compañía que editará el videojuego y realiza el encargo a un estudio creativo